# Barranco de Acentejo
El Barranco de Acentejo, también llamado Barranco de San Antonio, es un barranco situado en la vertiente norte de la isla de Tenerife −Canarias, España−, entre los municipios de La Matanza de Acentejo y La Victoria de Acentejo.
El lugar posee importancia histórica como escenario de enfrentamientos durante la conquista de la isla, lo que le ha valido ser declarado  bien de interés cultural, con categoría de Sitio Histórico.

## Toponimia
El término Acentejo es de procedencia guanche, siendo el nombre que los aborígenes daban a la región que forman los modernos municipios de La Victoria y Santa Úrsula aproximadamente. El término ha sido traducido como 'aguas vertientes' o 'resonancia continua' por diferentes investigadores.
Su otro nombre de San Antonio procede del núcleo de población ubicado en su margen derecha, y que a su vez procede de una ermita dedicada a San Antonio Abad y que fue construida por Antón de Vallejo a principios del siglo xvi. La construcción de esta ermita se atribuye tradicionalmente de manera errónea al cumplimiento de una promesa por parte de Vallejo si sobrevivía a la batalla de Acentejo.

## Características
El barranco tiene su nacimiento a 1670 m s. n. m. entre los picos Gaitero y Chiriguel en la Cordillera Dorsal de la isla, desembocando en el mar en la zona denominada Callao del Risco. En sus casi ocho kilómetros de recorrido, el cauce va encajonándose progresivamente hasta que en las proximidades de la costa sus laderas adquieren mayor altura y verticalidad.
El afluente principal del barranco recibe el mismo nombre. Tiene su nacimiento a 1590 m s. n. m. cerca de la Montaña la Mesa y confluyen a la altura de la Autopista del Norte de Tenerife.
La parte alta del barranco se encuentra incluida en el Espacio Natural Protegido de Las Lagunetas, mientras que su tramo final y desembocadura forman parte del Paisaje Protegido de Costa de Acentejo.

## Aspectos humanos
En la época guanche, el cauce del barranco parece haber sido utilizado como frontera entre los reinos aborígenes de Taoro y Tacoronte, siendo además uno de los lugares que más población concentraba gracias a la abundancia de cuevas naturales en sus laderas.
El barranco fue escenario de la célebre «matanza de Acentejo», el primer gran enfrentamiento entre los conquistadores castellanos y los guanches durante la conquista de la isla en el siglo xv, y donde los europeos fueron totalmente derrotados.
Así como en la época guanche fue límite entre bandos, el Barranco de Acentejo fue tomado posteriormente como límite municipal entre los pueblos de La Matanza y La Victoria.

## Bien de Interés Cultural
El barranco fue declarado Bien de Interés Cultural con la categoría de Sitio Histórico por el gobierno de Canarias en 2007 con intención de proteger el espacio escenario de la batalla entre guanches y castellanos, así como los posibles restos arqueológicos que pudiera contener.